# Lord luogotenente del Middlesex
La carica di lord luogotenente del Middlesex è un ufficio di luogotenenza tradizionale dell'Inghilterra. L'incarico venne abolito il 1º aprile 1965 con la creazione della circoscrizione della Greater London e la creazione dell'incarico di Lord Luogotenente della Grande Londra, mentre altre piccole parti del Middlesex passarono sotto la giurisdizione dei lord luogotenenti di Surrey e Hertfordshire. Dal 1794 al 1965 tutti i lord luogotenenti furono anche custos rotulorum del Middlesex.

## Lord luogotenenti del Middlesex
- William Paget, I barone Paget 1551–?
- Sir William Cecil nel 1569
- Sir Christopher Hatton 27 ottobre 1590 – 20 novembre 1591
- In commissione 30 aprile 1617 – 1º giugno 1622
- George Villiers, I duca di Buckingham 1º giugno 1622 – 23 agosto 1628
- Edward Sackville, IV conte di Dorset 6 ottobre 1628 – 1642 con
- Henry Rich, I conte di Holland 6 ottobre 1628 – 1643
- Interregno
- Richard Sackville, V conte di Dorset 30 luglio 1660 – 16 luglio 1662 con
- Thomas Howard, I conte di Berkshire 30 luglio 1660 – 16 luglio 1662
- George Monck, I duca di Albemarle 16 luglio 1662 – 3 gennaio 1670
- William Craven, I conte di Craven 22 gennaio 1670 – 28 marzo 1689
- John Holles, IV conte di Clare 28 marzo 1689 – 13 febbraio 1692
- William Russell, I duca di Bedford 13 febbraio 1692 – 7 settembre 1700
- Lord Edward Russell 22 novembre 1700 – 27 novembre 1701
- Wriothesley Russell, II duca di Bedford 27 novembre 1701 – 19 settembre 1711
- John Sheffield, I duca di Buckingham e Normanby 19 settembre 1711 – 28 ottobre 1714
- Thomas Pelham-Holles, I duca di Newcastle-upon-Tyne 28 ottobre 1714 – 2 febbraio 1763
- Hugh Percy, I duca di Northumberland 2 febbraio 1763 – 6 giugno 1786
- In commissione
- William Cavendish-Bentinck, marchese di Titchfield 6 agosto 1794 – 29 dicembre 1841
- James Gascoyne-Cecil, II marchese di Salisbury 29 dicembre 1841 – 12 aprile 1868
- Arthur Wellesley, II duca di Wellington 28 maggio 1868 – 13 agosto 1884
- George Byng, III conte di Strafford 20 settembre 1884 – 28 marzo 1898
- Herbrand Russell, XI duca di Bedford 20 giugno 1898 – 26 aprile 1926
- John Baring, II barone Revelstoke 26 aprile 1926 – 19 aprile 1929
- George Kemp, I barone Rochdale 11 giugno 1929 – 24 marzo 1945
- Charles Latham, I barone Latham 8 settembre 1945 – 1º maggio 1956
- Frederick Handley Page 8 agosto 1956 – 6 gennaio 1961
- Sir John Crocker 6 gennaio 1961 – 9 marzo 1963
- Gerard Bucknall 10 luglio 1963 – 1965